# Bafutia tenuicaulis
Espèce
Classification APG III (2009)
Synonymes
- Bafutia tenuicaulis var. tenuicaulis[1]

Statut de conservation UICN

 NT B1ab(iii)+2ab(iii) : Quasi menacé
Bafutia tenuicaulis C.D.Adams est une espèce de plantes à fleurs de la famille des Asteraceae et du genre Bafutia, présente en Afrique tropicale.
Le nom est considéré comme une synonyme d’Emilia tenuicaulis (C.D.Adams) Mapaya & Cron.

## Description
C'est une plante aux fleurs rouges, qui pousse normalement sur un sol rocheux humide. 

## Liste des variétés
Selon Catalogue of Life (10 août 2017) :
- variété Bafutia tenuicaulis var. zapfackiana

## Habitat et distribution
Relativement rare, elle est présente au Cameroun dans les monts Bamboutos, sur les plateaux de Bamenda et au Nigeria, entre 1 800 et 2 800 mètres d’altitude
Assez différente, la sous-espèce Bafutia tenuicaulis C.D.Adams var. zapfackiana Beeentje & B.J.Pollard est endémique du Cameroun. On ne la trouve qu'au mont Oku et sur la crête d'Ijim, dans la Région du Nord-Ouest.